# Kaliski (województwo podlaskie)
Kaliski – wieś w Polsce położona w województwie podlaskim, w powiecie wysokomazowieckim, w gminie Klukowo.
W latach 1975–1998 miejscowość administracyjnie należała do województwa łomżyńskiego.
W 2011 wieś liczyła 33 mieszkańców
Wierni kościoła rzymskokatolickiego należą do parafii Narodzenia NMP w Wyszonkach Kościelnych.

## Historia
Miejscowość powstała około 1933. Nazwa pochodzi od słowa kalisko, czyli: kałuża, błoto.